# Bonaspeia straminea
Bonaspeia straminea är en insektsart som beskrevs av Rauno E. Linnavuori 1961. Bonaspeia straminea ingår i släktet Bonaspeia och familjen dvärgstritar. Inga underarter finns listade i Catalogue of Life.